# Сейлем (Північна Кароліна)
Сейлем (англ. Salem) — переписна місцевість (CDP) в США, в окрузі Берк штату Північна Кароліна. Населення — 2356 осіб (2020).

## Географія
Сейлем розташований за координатами 35°41′59″ пн. ш. 81°42′1″ зх. д. / 35.69972° пн. ш. 81.70028° зх. д. (35.699730, -81.700291).  За даними Бюро перепису населення США в 2010 році переписна місцевість мала площу 11,10 км², уся площа — суходіл.

## Демографія
Згідно з переписом 2010 року, у переписній місцевості мешкало 2218 осіб у 947 домогосподарствах у складі 637 родин. Густота населення становила 200 осіб/км².  Було 1036 помешкань (93/км²).
Расовий склад населення:
| - 93,6 % — білих - 1,2 % — чорних або афроамериканців - 0,5 % — азіатів - 0,2 % — корінних американців - 2,9 % — осіб інших рас |

До двох чи більше рас належало 1,6 %. Частка іспаномовних становила 4,2 % від усіх жителів.
За віковим діапазоном населення розподілялося таким чином: 20,6 % — особи молодші 18 років, 60,1 % — особи у віці 18—64 років, 19,3 % — особи у віці 65 років та старші. Медіана віку мешканця становила 44,3 року. На 100 осіб жіночої статі у переписній місцевості припадало 96,3 чоловіків;  на 100 жінок у віці від 18 років та старших — 93,8 чоловіків також старших 18 років.
Середній дохід на одне домашнє господарство  становив 57 295 доларів США (медіана — 47 366), а середній дохід на одну сім'ю — 76 760 доларів (медіана — 62 679). За межею бідності перебувало 12,0 % осіб, у тому числі 25,1 % дітей у віці до 18 років та 7,0 % осіб у віці 65 років та старших.
Цивільне працевлаштоване населення становило 1056 осіб. Основні галузі зайнятості: освіта, охорона здоров'я та соціальна допомога — 34,7 %, виробництво — 27,0 %, роздрібна торгівля — 11,0 %, публічна адміністрація — 9,7 %.